# Johnny Bravo va a Bollywood
Johnny Bravo va a Bollywood (Johnny Bravo Goes to Bollywood) è un film d'animazione del 2011 diretto da Van Partible.
Basato sulla serie animata Johnny Bravo di Van Partible, il film è stato presentato in anteprima su Cartoon Network in Australia e Nuova Zelanda il 4 novembre 2011. In Italia è stato trasmesso su Boing il 6 gennaio 2013.

## Trama
Dopo aver visto un documentario in cui è considerato una star ormai dimenticata, Johnny Bravo si reca a Mumbai, la capitale dell'intrattenimento dell'India, per dimostrare di essere ancora popolare, confondendo rispettivamente Bollywood e l'India con Hollywood e l'Indiana. Alla fine Johnny si ritrova nel mezzo di un complotto per uccidere la più grande star di Bollywood, Jiggy (l'equivalente indiano e rivale di Johnny).

## Personaggi e doppiatori
- Johnny Bravo, voce originale di Jeff Bennett.
- Bunny Bravo, voce originale di Brenda Vaccaro.
- Jiggy, voce originale di Sunil Malhotra.
- Sumi Shark, voce originale di Sheetal Sheth.
- Produttore di Bollywood, voce originale di Ajay Mehta.
- Ahmet, voce originale di Amir Talai.